# Hohentauern
Hohentauern osztrák község Stájerország Mura-völgyi járásában. 2017 januárjában 414 lakosa volt.    

## Elhelyezkedése

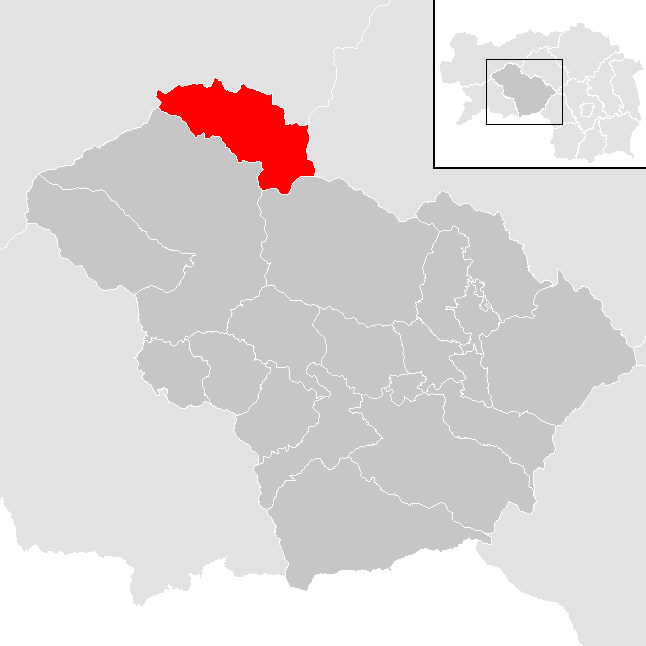
Hohentauern a Mura-völgyi járásban

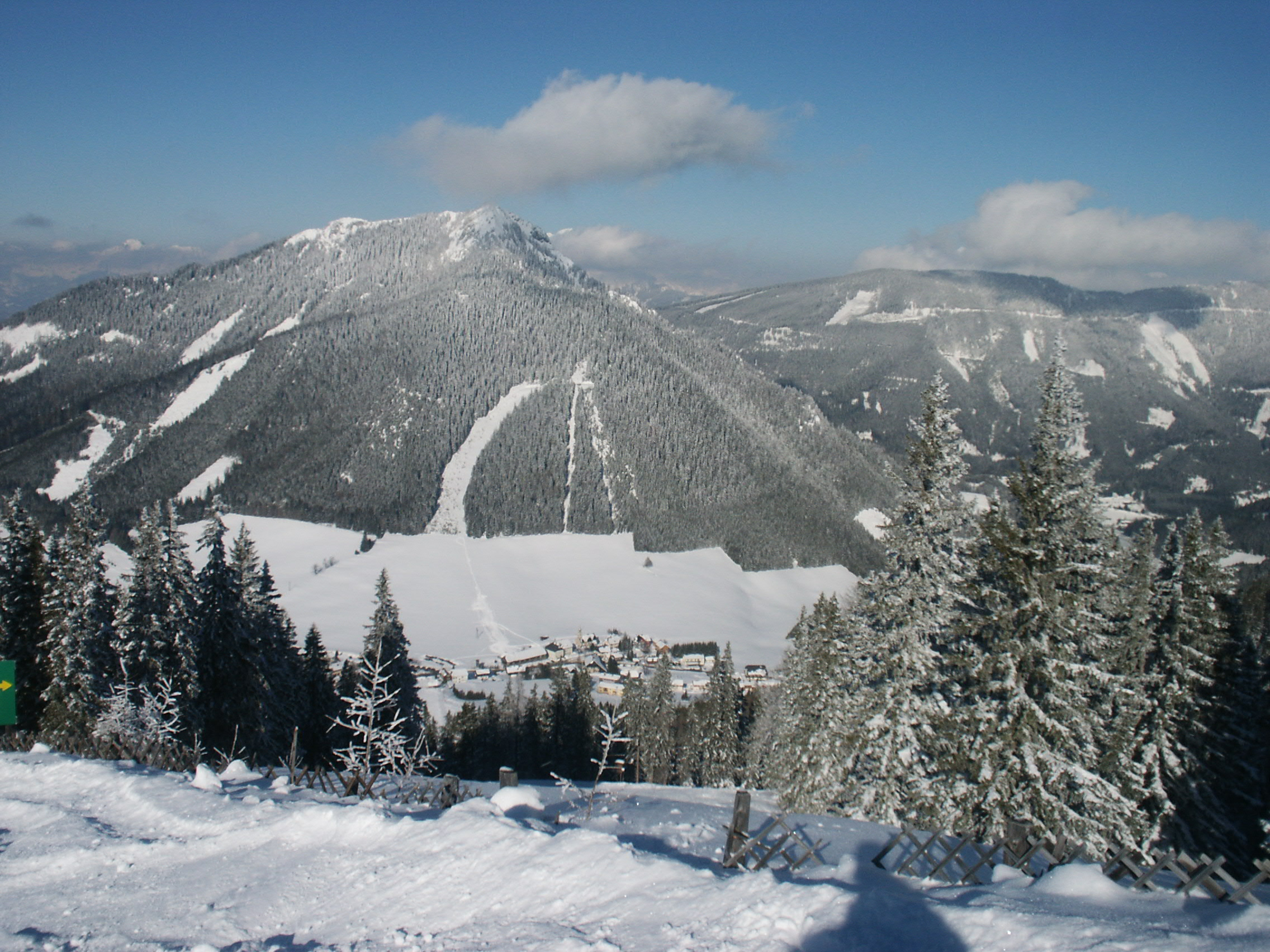
Hohentauern látképe

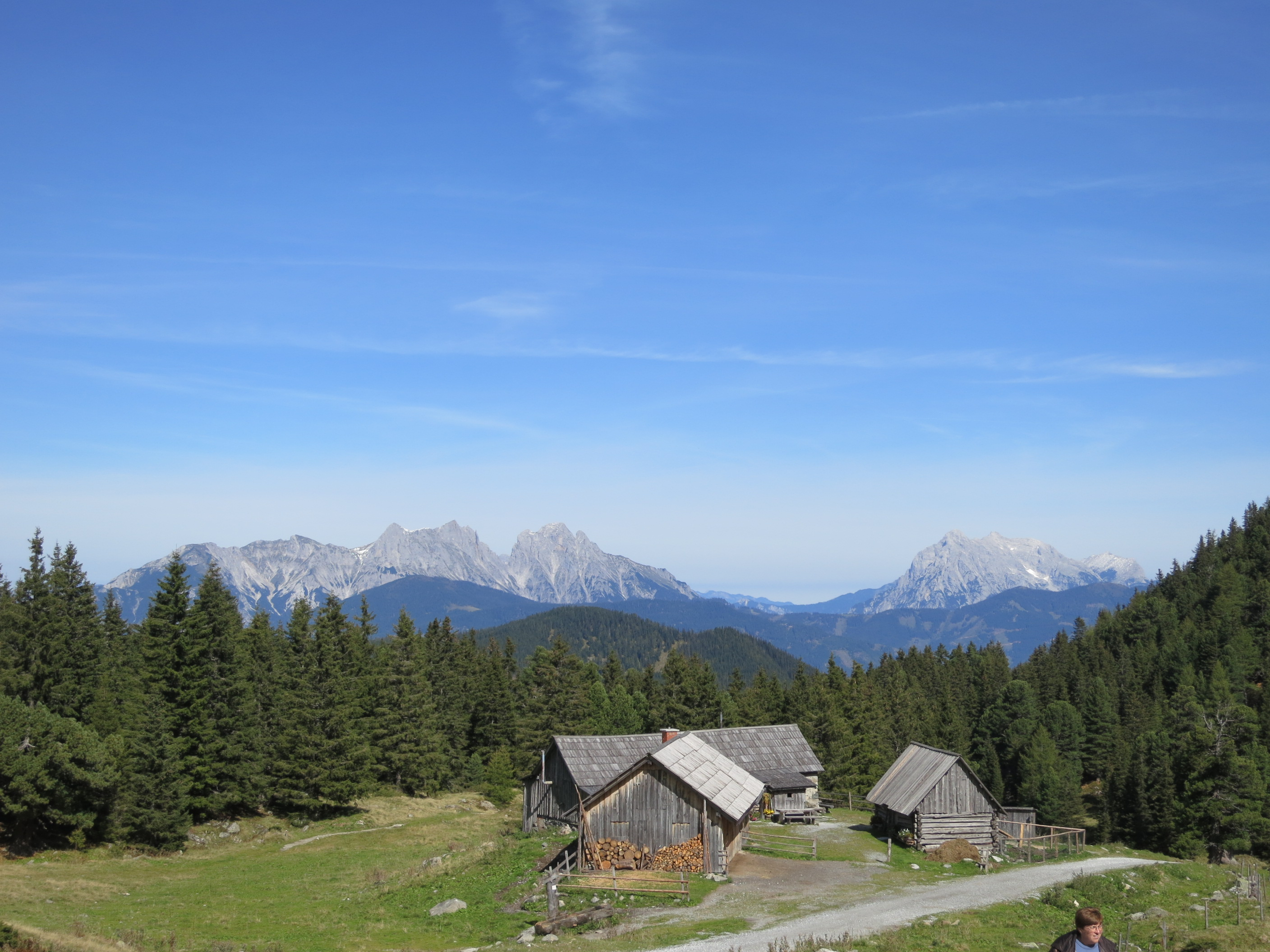
A Scheibelalm műemlék tanya

Hohentauern Felső-Stájerországban fekszik, a Rottenmanni-Tauern hegységben, a Triebener Tauern-hágónál. Legmagasabb pontjai a Große Bösenstein (2448 m) és a Gamskögel (2386 m). Az önkormányzathoz egyetlen katasztrális községben két település tartozik: Hohentauern (348 lakos) és Triebental (85 lakos).
A környező önkormányzatok: délre Gaal, nyugatra Pölstal, északnyugatra Rottenmann, északra Trieben, északkeletre Gaishorn am See, keletre Wald am Schoberpaß.

## Története
A római időkben feltehetően itt volt található Tartursani pihenőállomás, amelyet a Tabula Peutingeriana jelöl az Aquileia (Velence mellett) - Virunum (Magdalensberg) - Lauriacum (Enns mellett) városokat összekötő Via Iulia Augusta főútvonalon.
A hágó menti települést (Taurus Inferior) először 1140-ben említik. A Triebener Tauern-hágón már a 12. században járták át öszvérkaravánok. A helyi lakosság az öszvérhajcsárságon kívül a magnezit- és grafitbányákban is dolgozott. A bányászattal az 1990-es évek elején felhagytak, bár 2013-tól történtek kísérletek a magnezitkitermelés újrakezdésére. 
Hohentauern községi tanácsa 1849/50-ben alakult meg. A 2015-ös közigazgatási reform nem érintette és azóta Stájerország legkisebb lélekszámú önkormányzata. 

## Lakosság
A hohentauerni önkormányzat területén 2017 januárjában 414 fő élt. A lakosságszám 1961 óta (akkor 948 fő) csökkenő tendenciát mutat. 2015-ben a helybeliek 93,6%-a volt osztrák állampolgár; a külföldiek közül 1,4% a régi (2004 előtti), 1,1% az új EU-tagállamokból érkezett. 0,7% a volt Jugoszlávia (Szlovénia és Horvátország nélkül) vagy Törökország, 3,2% egyéb országok polgára. 2001-ben a lakosok 84,5%-a római katolikusnak, 6,9% evangélikusnak, 7,5% pedig felekezet nélkülinek vallotta magát. 

## Látnivalók

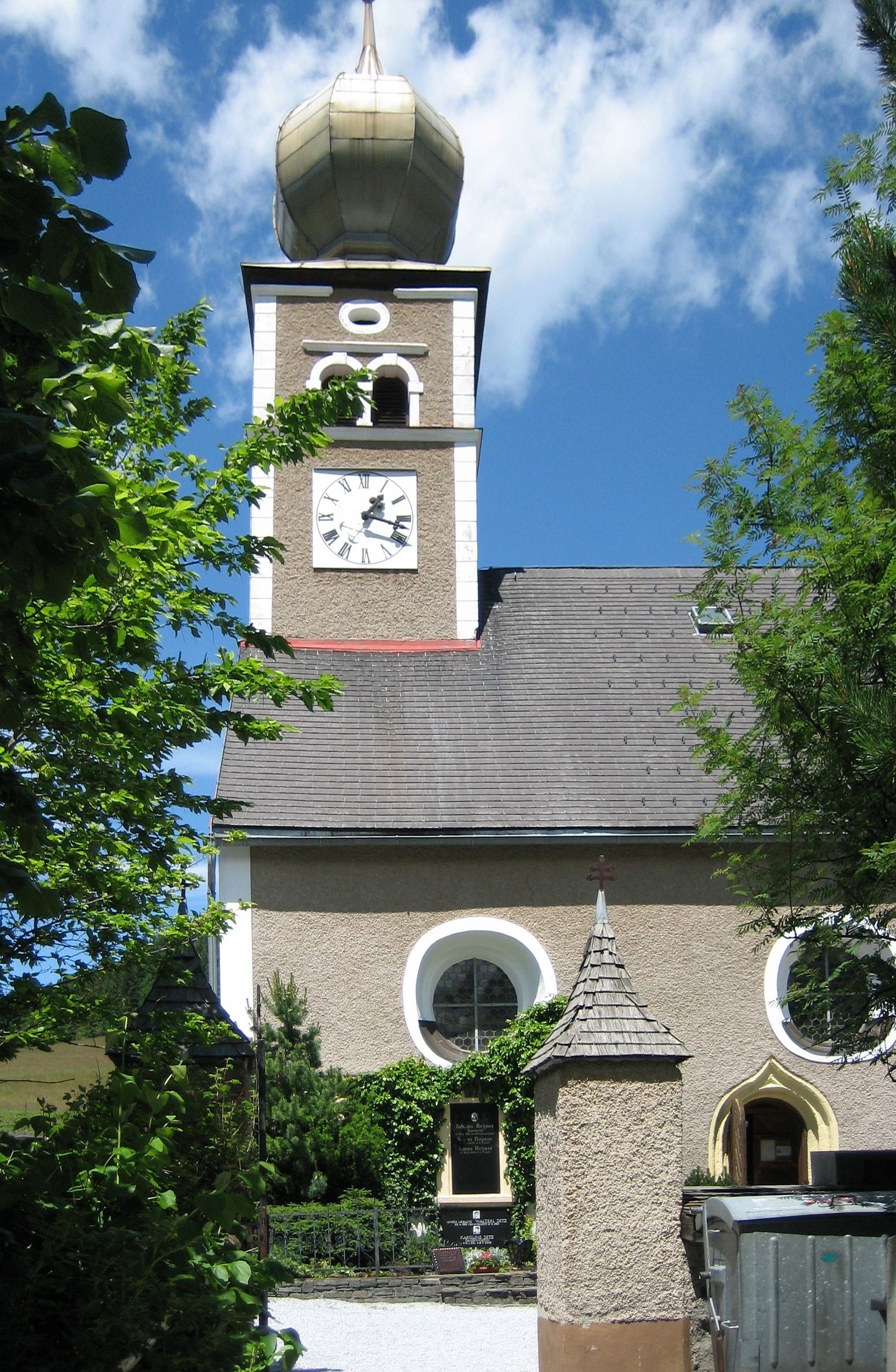
A Szt. Bertalan-templom

- a Szt. Bertalan-plébániatemplomot a 14. században alapították. Faragott főoltára 1750 körüli.
- a Scheibelalm műemlék hegyi tanya
- bányászmúzeum
- Keltenberg kelta élménypark

## Fordítás
- Ez a szócikk részben vagy egészben  a   Hohentauern című német Wikipédia-szócikk ezen változatának fordításán alapul.  Az eredeti cikk szerkesztőit annak laptörténete sorolja fel. Ez a jelzés csupán a megfogalmazás eredetét és a szerzői jogokat jelzi, nem szolgál a cikkben szereplő információk forrásmegjelöléseként.